# Musei nazionali del Kenya

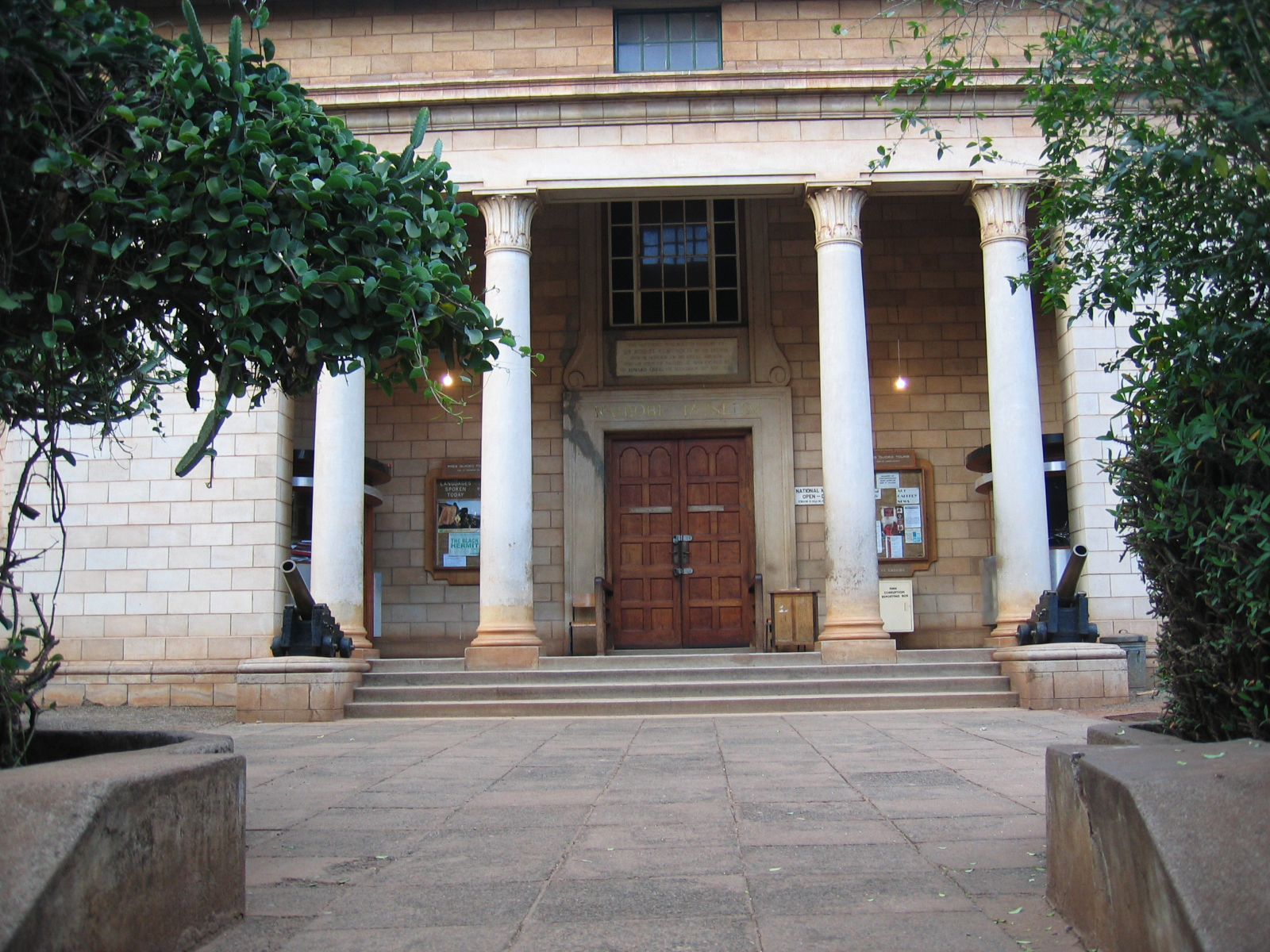
Vecchio ingresso del museo

Musei Nazionali del Kenya (NMK) è una società statale che gestisce musei, siti archeologici e monumenti in Kenya. Inoltre organizza ricerche inerenti al patrimonio culturale dello Stato e raccoglie esperti in diverse discipline, quali la paleontologia, l'etnografia e la biodiversità. La sua sede, all'interno della quale si trova anche il Museo Nazionale di Nairobi, è situata sulla Museum Hill, vicino alla Uhuru Highway, tra il Central Business District e le Westlands, a Nairobi. Il Museo Nazionale del Kenya venne fondato nel 1910 dalla East Africa Natural History Society (E.A.N.H.S.); società il cui scopo principale era quello di analizzare con metodo scientifico l'habitat dei paesi dell'Africa Orientale. I musei ospitano collezioni e mostre temporanee e permanenti. Oggi la società gestisce ventidue musei regionali, molti siti archeologici e diversi monumenti in tutto il paese.

## Museo Nazionale del Kenya di Nairobi

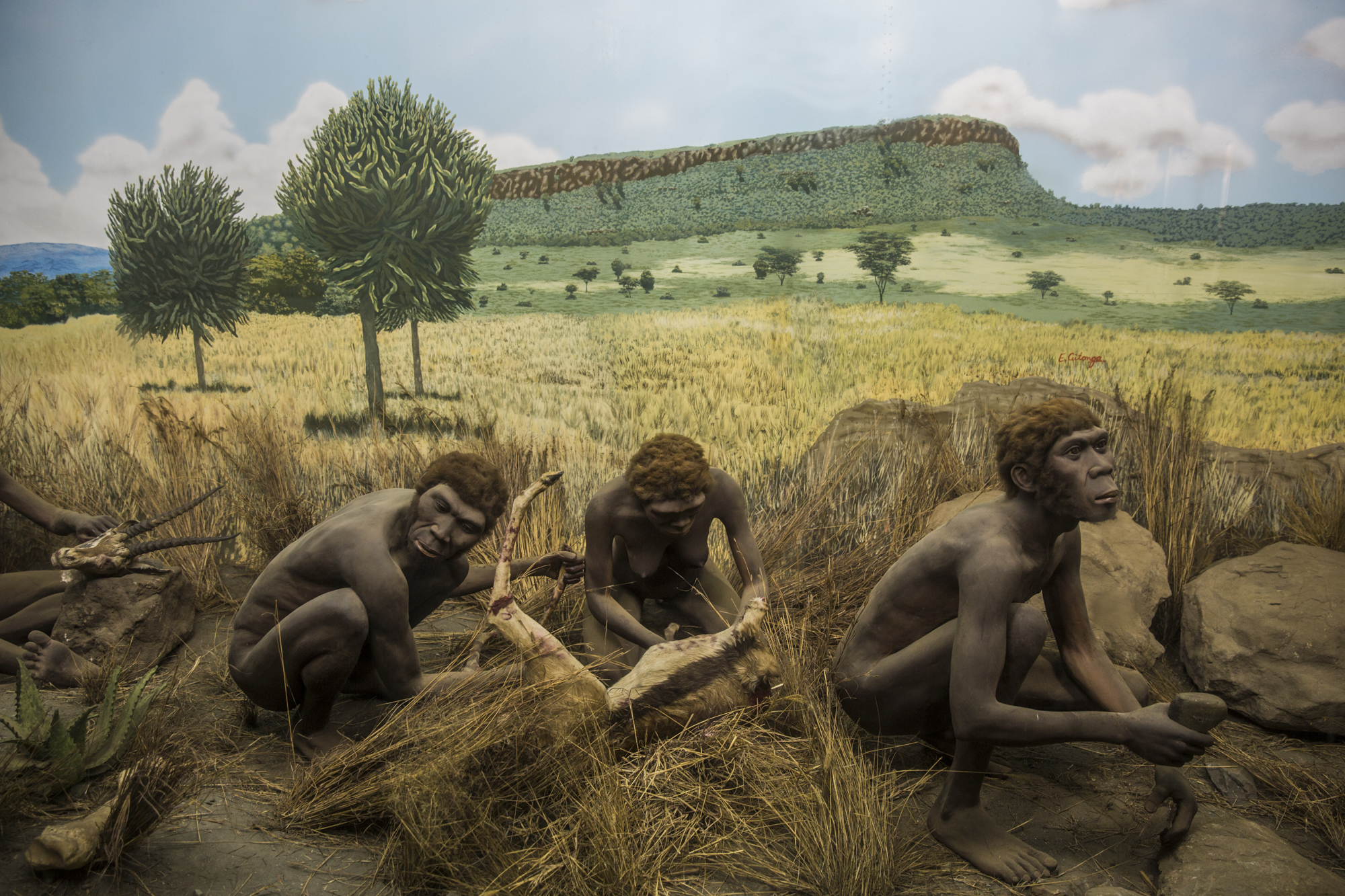
Preistoria

### Museo di Storia Naturale del Kenya
La East Africa and Uganda Natural History Society venne fondata nel 1910-11 da alcune persone interessate allo studio della natura nell'Africa Orientale Britannica. Il gruppo includeva due membri della Church Missionary Society: il Rev. Harry Leakey, padre di Louis Leakey, e il Rev. Kenneth St. Aubyn Rogers; due ufficiali del governo: Charles William Hobley e John Ainsworth, medico, dentista, cacciatore e proprietario di piantagioni. Nel 1911 fondarono il Museo di Storia Naturale con la sua biblioteca e nominarono come curatore Aladina Visram.
Nel 1914 assunsero un nuovo curatore, Arthur Loveridge, un erpetologo che arrivò in Kenya nel marzo di quell'anno. Egli si occupò di espandere le collezioni del museo e i ricercatori contribuivano volentieri all'accrescimento, consegnando i loro ritrovamenti e le loro scoperte o facendo donazioni in denaro. Loveridge mantenne il suo incarico fino a quando non dovette combattere per il Regno Unito nell'Africa Orientale tedesca e, in seguito, si trasferì negli Stati Uniti d'America, dove divenne professore all'Università di Harvard.

### Museo Coryndon
Il successivo curatore fu A. F. J. Gedye. Il museo si trasferì in una nuova sede all'incrocio tra Government Road e Kirk Road. Tra i nuovi membri della società c'era Robert Coryndon, governatore del Kenya. In seguito alla sua morte improvvisa, nel 1927 Lady Coryndon costituì il Fondo in memoria di Coryndon, affinché venisse costruito un nuovo stabile in cui ospitare il museo in memoria del marito. Il governo istituì dei fondi integrativi per eventuali donazioni pubbliche e, nel 1928, iniziarono i lavori.
La struttura era pronta nel 1929 ma, poiché non erano stati costruiti laboratori e spazi adibiti a magazzino, la Natural History Society si rifiutò di trasferirsi in quel luogo. Allora il governo acquistò il vecchio museo e, con quei soldi la società costruì tre stanze in più e consegnò al nuovo museo le proprie collezioni, ma tenne per sé la biblioteca. Il tutto venne spostato nella nuova sede. Lady Coryndon donò loro i libri di Sir Robert.
Il museo venne aperto ufficialmente il 22 settembre 1930, come Museo Coryndon, con Victor Gurney Logan Van Someren come curatore, al quale venne anche assegnata una casa. Nel 1930 Evelyn Molony, nata Napier, venne assunta dal museo come esperta in botanica, in seguito a una donazione di Ernest Carr al museo, con lo scopo di assumere nuovi impiegati. Nel tempo in cui lavorò in quel luogo ella costruì nel museo un orto botanico specializzato nella flora dell'Africa Orientale e pubblicò una serie di articoli scientifici sull'argomento.
Le relazioni tra la E.A.N.H.S e i gestori del museo divennero più problematiche negli anni seguenti, e così le due organizzazioni istituirono una commissione, della quale fece parte anche il giurista keniota Charles Belcher, per tentare di regolarizzare i rapporti tra le parti. Questa assegnò al museo tutte le collezioni al museo, tranne la biblioteca, in cambio di un pagamento annuale da versare alla società per i 15 anni a venire.
Nel 1941 lo staff del museo venne rinnovato. Ne faceva parte anche Mary Leakey e Louis Leakey ne divenne il curatore. Ciò accadde quando il Dr. Van Someren si dimise in seguito al rifiuto del consiglio di licenziare Peter Bally, dopo un conflitto avvenuto fra i due. Il museo divenne la base operativa delle ricerche di Leakey. Nel 1945 gli venne assegnata una nuova casa, perché quella vecchia era diventata ormai fatiscente. Organizzò diverse mostre e le apri anche agli Africani e agli Asiatici, abbassando la tassa per l'autorizzazione ad esporre. Fino ad allora il museo era stato "per soli bianchi."
Il museo rimase il centro operativo di Leakey fino al 1961, quando costruì accanto al museo il Centro per la Preistoria e la Paleontologia e trasferì lì le sue ricerche e le sue collezioni. Si dimise a favore del nuovo direttore, Robert Carcasson.

### Museo Nazionale
Il Kenya divenne indipendente nel 1963. Il Museo Coryndon fu rinominato "Museo Nazionale" e venne inserito in un nuovo sistema museale, i "Musei Nazionali del Kenya", nel 1964. Nel 1967 Richard Leakey, che aveva avuto dei dissidi con Louis Leakey al Centro per la Preistoria e la Paleontologia, decise di trasferirsi a lavorare al Museo Nazionale e tentare di migliorarlo: secondo lui il museo avrebbe dovuto "keniotizzarsi". A tale scopo, lui e i suoi sostenitori fondarono la Kenya Museum Associates, che fece ottenere a Robert un posto come osservatore nel consiglio in seguito a una donazione di 5000 sterline fatta a Robert. Tuttavia Richard non mantenne a lungo tale posizione perché partì per la sua prima spedizione sul fiume Omo, in Etiopia.
La Kenya Museum Associates riuscì inoltre a far diventare Joel Ojal funzionario del governo responsabile per il museo. Al ritorno dalla sua spedizione Richard espose le sue idee direttamente a Joel, che chiese al presidente, Sir Ferdinand Cavendish-Bentinck, di inserire Leakey in una posizione importante e di iniziare a rimpiazzare i membri del consiglio con Kenioti di origine locale, che all'epoca erano solamente due su sedici.
A Richard venne all'inizio offerto un incarico part-time come dirigente, che rifiutò. Tuttavia, dopo alcuni mesi, molti membri del vecchio consiglio erano sostituiti e, nel maggio 1968, gli venne proposto di diventare in via definitiva direttore amministrativo, mentre Carcasson sarebbe diventato direttore scientifico. Tuttavia Carcasson diede le dimissioni e Leakey divenne direttore.

### Galleria della Comunità Etnica Keniota
Contiene opere d'arte di Joy Adamson che rappresentano varie comunità keniane in abiti tradizionali.

### Ultimi eventi
Il 15 ottobre 2005 il museo di Nairobi chiuse fino a dicembre 2007 per un programma estensivo di restauro. È il più grosso intervento di rinnovamento a partire dal 1930: sono stati costruiti un nuovo blocco amministrativo e un'area commerciale e le strutture del museo sono state migliorate.
Il museo ha poi riaperto a giugno 2008 e ospita mostre permanenti e temporanee.
Al pian terreno si trovano anche il Rettilario di Nairobi e l'orto botanico, oltre ad un percorso naturalistico. Nell'area commerciale del museo si trovano ristoranti e negozi.

## Altri musei

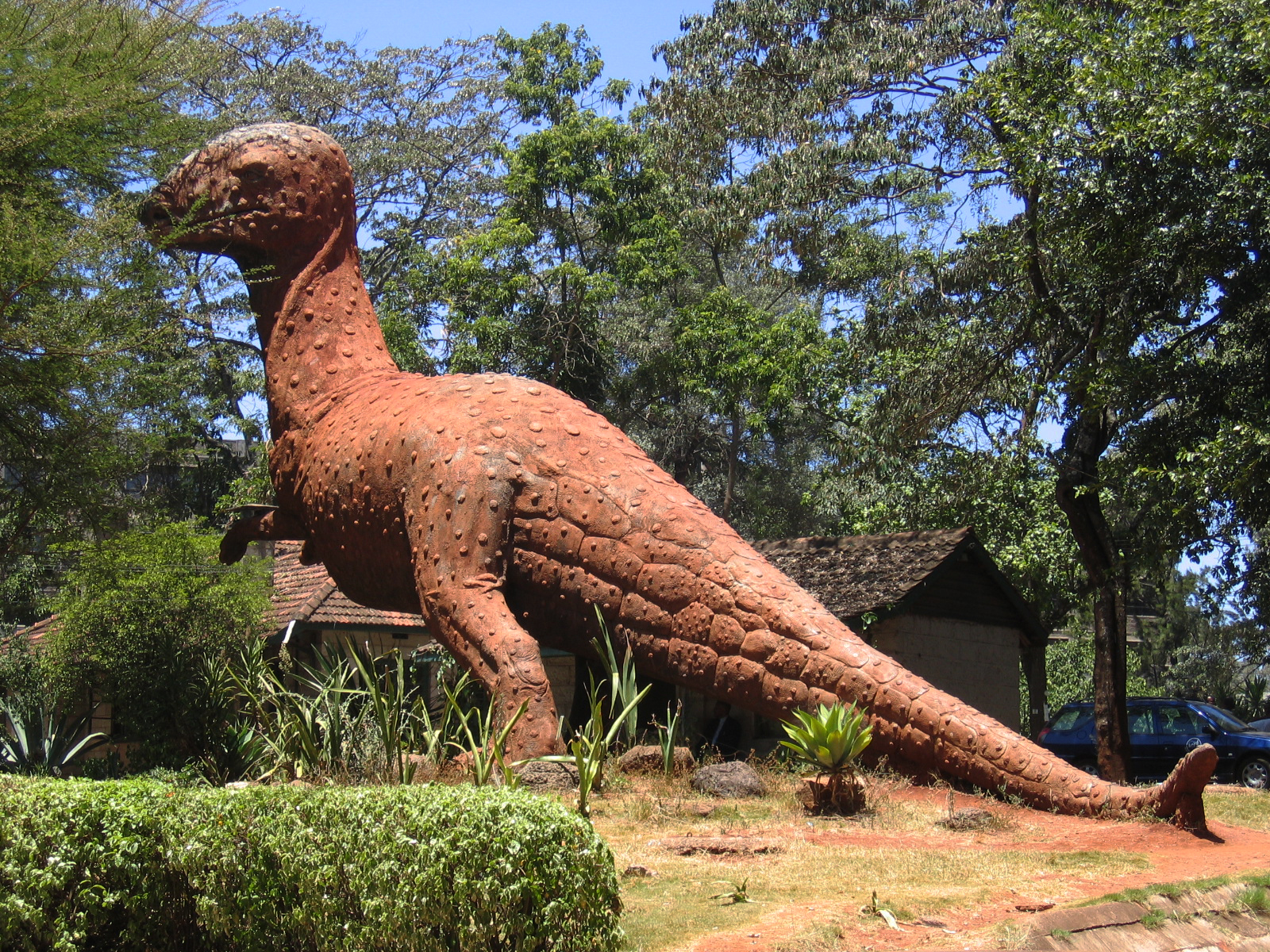
Statua di un dinosauro fuori dalla struttura principale del museo.

Altri musei, siti archeologici e monumenti gestiti da NMK sono:
- Galleria di Nairobi, Nairobi
- Giardini Uhuru, Nairobi
- Forte Jesus, Mombasa
- Rovine di Gedi, vicino a Malindi
- Sito preistorico e museo di Hyrax Hill, vicino a Nakuru
- Jumba la Mtwana, Mtwapa, vicino a Mombasa
- Museo di Kabarnet, Kabarnet
- Museo Karen Blixen, Nairobi
- Museo di Kapenguria, Kapenguria
- Museo di Kariandusi, vicino a Gilgil
- Museo di Kisumu, Kisumu
- Museo di Kitale, Kitale
- Koobi Fora, nel Parco Nazionale di Sibiloi
- Museo di Lamu, Lamu
- Museo di Meru, Meru
- Rovine di Mnarani, KIlifi
- Museo di Narok, Narok
- Olorgesailie, vicino a Magadi
- Forte Siyu, Isola di Pate
- Rovine di Takwa, Isola di Manda
- Thimlich Ohinga, 45 km a ovest di Migori